# Rex: El regreso
REX: El regreso es el título de la secuela de la serie austriaca Comisario Rex. Estos nuevos episodios son una coproducción entre el canal austriaco ORF, el italiano RAI y el español Telecinco. Esta nueva temporada tiene como novedades el cambio de nombre de la serie ("Comisario Rex" pasa a llamarse simplemente "Rex") y el traslado de Rex de Viena a Roma. La nueva temporada (11.ª de la antigua serie) se estrenó el 29 de enero de 2008. En ésta el comisario italiano Lorenzo Fabbri (interpretado por Kaspar Capparoni) saca a Rex del "retiro" en el que se encontraba en Viena y se lo lleva a Roma para continuar con su trabajo policíaco: persecuciones, búsqueda de cadáveres, narcóticos y contrabando. En la temporada 14 se cambia de comisario, el cual era interpretado por Ettore Bassi y en la 16.ª temporada fue reemplazado por Francesco Arca.
La serie fue cancelada en 2015 tras ocho temporadas y 90 episodios.

## Reparto
- Henry (Rex)
- Kaspar Capparoni (Comisario Lorenzo Fabbri)
- Denise Zich (Erika Hedl)
- Pilar Abella (Katia Martelli)
- Fabio Ferri (Giandomenico Morini)
- Martin Weinek (Fritz Kunz)
- Augusto Zucchi (Filippo Gori)
- Ettore Bassi (Comisario Davide Rivera)
- Francesco Arca (Comisario Marco Terzani)
- Domenico Fortunato (Alberto Monterosso)
- Remo Girone (Franco Mantovani)
- Anne Valerie Lefevre (Valeria Della Bianca)
- Nicola Farron (Giuliano Polidori)
- Gea Lionello (Sonia Ferreri)
- Jun Ichikawa (Shu Ling)
- Fritz Karl (Hugo Starke)
- Mariano Rigillo (Luigi Zanetti)
- Anna Teresa Rossini (Luciana Zanetti)
- Belen López (Rossana Altobelli)
- Ralph Palka (Mario Sacchi)
- Franco Trevisi (Tomaso Aldini)
- Margot Sikabonyi (Barbara Loria)
- Michele De Virgilio (Achille Gentilini)

## Lista de episodios

### 11.ª Temporada (2008)
Consta de ocho episodios, que se emiten actualmente en la cadena italiana Rai Uno. (resumen de los capítulos en "Sinopsis de episodios")
1. El encuentro (29 de enero)
2. Calibre 7.65 (29 de enero)
3. Sombras chinas (5 de febrero)
4. Aprende el arte (5 de febrero)
5. No todo es oro (12 de febrero)
6. Mamá gallina (12 de febrero)
7. La verdad está en el vino (19 de febrero)
8. Lejos de aquí (19 de febrero)

### 12.ª Temporada (2009)
1. Vidas en peligro (17 de marzo de 2009)
2. Muerte entre los delfines (17 de marzo de 2009)
3. La escuela del miedo (24 de marzo de 2009)
4. Empresa familiar (24 de marzo de 2009)
5. Mamá sigue siendo la madre (31 de marzo de 2009)
6. Mascarada (31 de marzo de 2009)
7. La última apuesta (8 de abril de 2009)
8. Un hombre solo (8 de abril de 2009)
9. El color del silencio
10. El ladrón de tumbas antiguas
11. El último partido (episodio especial - parte 1) (12 de abril de 2009)
12. El último partido (episodio especial - parte 2)

### 13.ª Temporada (2010)
Consta de doce episodios, cuyo título original en alemán es:
1. Das letzte Rennen (10 de julio de 2010)
2. Der Tote im Golfclub (17 de julio de 2010)
3. Ein ungelöster Fall (24 de julio de 2010)
4. Der Tote Maestro (31 de julio de 2010)
5. Die Hundefänger (7 de agosto de 2010)
6. Meine Bande spielt Rock (14 de agosto de 2010)
7. Die Bombe (21 de agosto de 2010)
8. Gefährliche Freundschaft (28 de agosto de 2010)
9. Das Geheimnis der Contessa (4 de septiembre de 2010)
10. Im Namen der Sterne (11 de septiembre de 2010)
11. Flucht ins Ungewisse (18 de septiembre de 2010)
12. Der Fluch des Caravaggio (25 de septiembre de 2010)

### 14.ª Temporada (2012)
Consta de doce episodios, cuyos título original es:
1. Ombre (Sombra)
2. In mezzo ai lupi (En la boca del lobo, último episodio con fabbri)
3. Gioco sottobanco (Juego de Engaños, primer episodio con Ettore Bassi como el comisario Rivera)
4. Una promessa dal passato (Una promesa del pasado)
5. Vendetta (Venganza)
6. Profondo blu (Azul profundo)
7. La casa degli spiriti (La casa de los espíritus)
8. Tutto in una notte (Todo en una noche)
9. Una vita per una vita (Una vida por otra)
10. Il terzo uomo (El tercer hombre)
11. Bandiera a mezz'asta (Bandera a media asta)
12. Sinfonía imperfetta (Sinfonía imperfecta)

### 15.ª Temporada (2013)
Consta de doce episodios, cuyos título original en italiano es:
1. La Tigre
2. Superstar
3. Un Delitto quasi perfetto
4. Il Tempo non guarisce le ferite
5. Una Voce nella folla
6. L'Intruso
7. Legami di sangue
8. Due uomini e un bebe
9. Blackout
10. Un colpo al cuore
11. Il Lato Oscuro
12. Il Grigio

### 16.ª Temporada (2013-2014)
Consta de diez episodios, cuyos título original en italiano es:
1. 1 	Festa di laurea
2. 2 	Terzo tempo
3. 3 	Cioccolata amara
4. 4 	Wunderkammer
5. 5 	Lotta di classe
6. 6 	Tango assassino
7. 7 	Magic Land
8. 8 	Notte in bianco
9. 9 	A pezzi
10. 10 	Gli artisti del rimorchio

### 17.ª Temporada (2014)
Consta de doce episodios, cuyos título original en italiano es:
1. 1 	Fratelli
2. 2 	Circolo vizioso
3. 3 	Sabbiature
4. 4 	La madre di tutte le vendette
5. 5 	893
6. 6 	Il codice Rex
7. 7 	Soldato futuro
8. 8 	Il colore dell'acqua
9. 9 	N13
10. 10 	L'iniziazione
11. 11 	Alla luce del sole
12. 12 	Gli allegri bucanieri

### 18.ª Temporada (2015)
Consta de once episodios:
1. 1 	Celeste
2. 2 	El Cadáver Desaparecido
3. 3 	Los Días de la Mantis
4. 4 	El Calendario
5. 5 	Celos
6. 6 	El Petirrojo Fantasma
7. 7 	La Sonrisa del Condenado
8. 8 	Ladrones Maestros parte 1
9. 9 	Ladrones maestros parte 2
10. 10 	Efecto Placebo
11. 11 	Cuarentena
12. 12 	Habitación 110 (último episodio)

## Sinopsis de episodios

### El encuentro
Durante los trabajos de renovación de una antigua casa es encontrado un cadáver. El hombre, muerto diez meses atrás, producto de dos disparos en el pecho hechos por un arma calibre 7.65, había sido enterrado, su nombre era Lukas Weber y era austríaco. 
De Viena le comunican a Lorenzo que otro hombre había sido asesinado con la misma arma. Lorenzo va a Austria y en la estación de policía encuentra a Rex. Entre el perro y el comisario surge una atracción mutua. La Comisario austriaca, Erika Hedl, ayuda a Lorenzo y Rex a resolver el caso. Lorenzo, quien forma una amistad con Rex pide llevárselo con él a Italia. Pero el caso todavía no está cerrado. El asesino actúa de nuevo en Roma: Gianni Bottura es asesinado en su casa por dos disparos en el pecho.

### Calibre 7.65
La muerte de Bottura reabre el caso, es evidente que Lorenzo y Erika cometieron un error. 
Erika Hedl va a Italia. Ella, Lorenzo y Rex reanudan las investigaciones. Descubren que las tres víctimas pertenecían a una banda que, unos años antes, habían hecho una serie de robos en Roma y a sus alrededores. Siguiendo las investigaciones también comprenden que todos los muertos giran en torno a una misteriosa bolsa llena de joyas y a una mujer muerta. Lorenzo identifica a la probable culpable, Sonia Ferreri: cuarto miembro de la banda y compañera de la primera víctima, pero cuando él y Erika van a atraparla, ella se suicida.

### Sombras chinescas
Chen Lo y otro chino entran en un restaurante. Preguntan a Ling Park, el padrino, dónde está su hija, Ling-Shu. En ese momento, el tío de Ling Shu sale apresurado de la casa con su sobrina. Los dos suben en el auto, pero Chen llega a tiempo. Hay un tiroteo: el tío de la niña muere mientras ella logra huir. Rex y Lorenzo empiezan a investigar. Morini descubre una coincidencia entre la niña que un testigo vio huir de la escena, y una denuncia de desaparición presentada dos semanas antes por un cierto Sasà Esposito. La niña desaparecida se llamaba Ling Shu. Lorenzo interroga al testigo poco antes de que Chen Lo atrape a Shu Ling y se la lleve consigo. 
Todas las pistas conducen al salón de masajes "Fior di Loto" en la que el Comisario está tratando de encontrar a la niña para resolver el caso.

### Aprende el arte
El cadáver del famoso crítico de arte Kurt Castro es encontrado por la mujer de la limpieza, en su lujoso loft. Se encuentran huellas dactilares pertenecientes a Giorgio Bertolini, un homosexual quien fue detenido por Lorenzo con la ayuda de Rex. El hombre se defiende: él conocía al crítico, también gay, pero no lo mató. El Comisario le cree. La atención del policía se centra en Hugo Starke, pintor que en el pasado había tenido una relación con Castro, la cual terminó muy mal. Investigándolo, Lorenzo comienza a sospechar que sólo él puede ser el asesino, hasta que el hombre es encontrado muerto... Quien lo mató fue su esposa, que también había matado a Castro por tener una relación profunda con Hugo Starke.

### No todo es oro
El rico constructor Franco Mantovani mata a su amante Teresa Zauli. Mientras no se encuentra en casa, un ladrón se lleva el diario de la muerta, sin darse cuenta. Alessandro Sala, nombre de este ladrón, sabe que Mantovani es un asesino, así que decide chantajearlo, pero es asesinado. Lorenzo y Rex creen que detrás del doble asesinato se esconde Mantovani, pero todavía no pueden demostrarlo. Entre el Comisario y el constructor empieza un sutil duelo psicológico que llega a incluir a Valeria, la esposa de Mantovani.

### Mamá gallina
En un parque es encontrado el cuerpo de un niño. Se llama Giovanni Zanetti de sólo 10 años, no está muerto, pero está en coma. Giovanni pasó la tarde en la casa de Rossana Altobelli, su hija Giogia es una compañera de clase suya. La "escena del crimen" se ve seriamente comprometida: los regadores del parque han borrado cualquier pista. Además del niño se encuentra en el lugar un botón... Botón que parece haber sido arrebatado de la ropa del abuelo de Giovanni, el General Luigi Zanetti. Y es hacia ahí donde apuntan las sospechas de Lorenzo, pero la verdad es otra, mucho más dolorosa.

### La verdad está en el vino
El cadáver de Domenico Iraci es encontrado dentro de su restaurante. Rex y Lorenzo descubren que en el sótano del local desaparecieron dos cajas de "S.Giorgio di Giovanni Torregiani", un vino de 200 euros. Al día siguiente, Lorenzo va a la bodega que produce el vino e interroga a Massimo Livi, el administrador y a Giovanni Torregiani, el presidente. En la noche. Cosimo Franchi, uno de los trabajadores de la bodega vitícola, roba una botella y muere poco después. Parece que se trata de un accidente, pero Lorenzo no está convencido.

### Lejos de aquí
Tres feroces bandidos secuestran a Barbara Loria, la única hija de un acaudalado hombre de negocios romano. En el tiroteo muere el guardaespaldas de la chica. Lorenzo y Rex llegan al lugar. Es grande el dolor del Comisario cuando descubre que la víctima era Riccardo Muzzi, su excolega y amigo. Es en ese momento en que el caso se convierte en un asunto personal. Mientras tanto, los bandidos han llamado al padre de Bárbara para que les entregue cinco millones de euros de rescate...

## Personajes

### Rex (Henry/Nik/Aki)
Protagonista indiscutido, es quien da título a la serie. Es sin duda un perro maravilla, capaz de mostrar sentimientos y actitudes propias de un niño. Juega, regalonea, hace travesuras. Toma venganza si siente que se han burlado de él. En muchos episodios se ha comprobado que ama los bocadillos. Desde la 14.ª temporada, siguió siendo el protagonista principal e indiscutido. Se le ve muy desanimado y aturdido después de ver morir a su amo Lorenzo Fabbri; eso hasta que llega Davide su nuevo dueño.

### Lorenzo Fabbri
Comisario italiano de 35 años y nuevo compañero de Rex en Italia. Viste casi siempre de colores oscuros, con ropa informal, además, detesta las corbatas y las zapatillas de deporte. Es un gran amante de la música, especialmente la Clásica (adora a Bach) y el Rock de los 70. Es fascinante, tenaz e irónico y tiene una gran humanidad, por lo que, al principio, podría parecer alguien brusco. Además tiene una personalidad fuerte y un sentido de la justicia que muchas veces lo lleva a ponerse del lado de los más débiles, lo que le provoca más de un problema con sus superiores. Lorenzo lleva una vida bastante "normal", incluso aburrida... Por lo menos hasta la llegada de Rex con quien forma de inmediato una gran amistad, como sucede entre los que entienden y aman a los perros y respetan su inteligencia. A inicios de la temporada 14, muere en un atentado a manos de una banda criminal.

### Giandomenico Morini
Es un inspector que trabaja con Lorenzo desde hace 5 años ejerciendo, en un principio, trabajo de oficina; pero, por una serie de circunstancias, Lorenzo lo lleva a trabajar con él. Morini es el blanco preferido de las bromas de Lorenzo, pero no las toma en serio. Incluso lo respeta y tiene una actitud bastante proteccionista con él. Deja el escenario al principio de la temporada 14 cuando lo trasladan a una comisaría en Milán, debido a la enfermedad de su madre.

### Fillipo Gori
Tiene 55 años y es el jefe de Lorenzo. Es un hombre fuerte y seguro de sí mismo, además de honesto, pero ambicioso. Su actitud hacía Lorenzo es ambivalente: aprecia su bravura policíaca, pero no le gusta que a menudo se crea superior a él. Odia a los animales en general y especialmente a los perros.

### Katia Martelli
Tiene 28 años y pertenece al grupo de científicos (forense). Se siente atraída por Lorenzo, quien, al parecer, no se da cuenta. A pesar de las apariencias ella es una chica muy amable e insegura en su vida privada, al contrario de lo eficaz que se le ve en el trabajo. En las temporadas 14 y 15, sigue siendo la misma chica eficaz en todo lo que hace, le costó mucho superar la muerte de Lorenzo Fabbri (Como se sabe ella estaba enamorada de él) por lo que al principio muestra antipatía por Davide. Aunque luego terminan relacionándose muy bien.
Personajes de la nueva temporada  (15)

### Davide Rivera
Es el nuevo dueño de Rex. Aunque al principio le cuesta relacionarse con él, luego se vuelven grandes amigos. Es un hombre seguro de sí mismo, de unos 30 a 35 años aproximadamente: atractivo y seductor por lo que en varios capítulos se le ve envuelto con mujeres criminales. En reiteradas ocasiones dice que odia las fiestas y le fascina comer bastones de regaliz. Abandonó la serie al término de la 15.ª temporada.

### Alberto  Monterosso
Es un nuevo inspector, de unos 50 años. Es torpe y distraído. Aprecia mucho al comisario Davide y a Rex. Se sabe que no tiene ni esposa ni hijos. Es el nuevo blanco de las bromas de Rex aunque no se las toma en serio.

### Dra. Magdalena
Ella al igual que Katia pertenece al grupo de los científicos (forense) .Aunque al principio solo aparece en algunas escenas, luego se vuelve protagonista. Es una mujer segura de sí misma, de unos 29 años aproximadamente. Está enamorada de Davide Rivera y se lo demuestra a menudo, aunque él no lo toma en serio.

### Marco Terzani
Es el último comisario y dueño de Rex, en reemplazo de Davide Rivera.

## Otros datos
- El pastor alemán que interpretaba a Rex era americano y se llamaba Henry, luego Nik y Aki.
- Otros actores que aparecen en estos nuevos episodios fueron: Martin Weinek (Fritz Kunz en la serie original) y Denise Zich (interpretando a Erika Hedl).
- Se esperan apariciones especiales de actores de temporadas pasadas como Gerhard Zemann, Elke Winkens y Alexander Pschill.